# Kingsley Umunegbu
Kingsley Ebere Umunegbu (Zaria, 28 de outubro de 1989) é um futebolista nigeriano que atua como atacante. Atualmente, joga no Milan.

## Carreira
Umunegbu já havia tido uma passagem pelo Milan, entre 2007 e 2011. Descoberto pelo clube desde as categorias de base, nele fez sua primeira partida como profissional, contra o Catania, válido pela Copa da Itália, no dia 20 de dezembro de 2007. Após vários empréstimos por parte do Milan, seu contrato chegou ao fim e o nigeriano seguiu para o Chiasso, clube da Suíça, no início da temporada 2011-12, onde foi pouquíssimo aproveitado.
Durante a janela de transferências de janeiro, no meio desta mesma temporada, optou por retornar a Milão, pois o Milan buscava um jogador para suprir a vaga que restava para jogadores não-UE.